# Karbenicylina
Karbenicylina (łac. carbenicillinum) – antybiotyk β-laktamowy, karboksybenzoilowa pochodna penicyliny (karboksypenicyliny). Blokuje reakcje sieciowania (łączenia się) pomiędzy równoległymi łańcuchami peptydoglikanowymi i w ten sposób uniemożliwia dokończenie budowy ściany komórkowej u wielu bakterii Gram-dodatnich i Gram-ujemnych.

## Zastosowanie
Lek stosowany w leczeniu ciężkich zakażeń dróg moczowych, zapaleń opon mózgowo-rdzeniowych, zakażeń po zabiegach chirurgicznych, bakteryjnego zapalenia wsierdzia.

## Skutki niepożądane
- Podrażnienie i ból w miejscu wstrzyknięcia,
- Pokrzywka, świąd,
- Niesmak w jamie ustnej,
- Nudności,

rzadziej:
- Niedokrwistość,
- Zaburzenia czynności wątroby i nerek,
- Zaburzenia w składzie krwi[3].

## Preparaty
- Carbenicillin (Polfa-Tarchomin) fiolki z substancja suchą 1,0 i 2,0 g[3].